# Batalla de Chocim (1621)
La batalla de Jotín o batalla de Chocim (en turco: Hotin Muharebesi) fue una batalla que tuvo lugar en Jotín entre el 2 de septiembre y 9 de octubre de 1621 entre un ejército de la República de las Dos Naciones y un ejército invasor otomano. Durante todo un mes (del 2 de septiembre al 9 de octubre), las fuerzas de la República detuvieron el avance otomano. El oficial al mando de la República, el gran hetman de Lituania Jan Karol Chodkiewicz, mantuvo a las fuerzas del sultán Osman II a raya hasta las primeras nieves de otoño y al final murió durante la batalla. El 9 de octubre, debido a lo avanzado de la temporada de campaña y habiendo sufrido grandes pérdidas en varios asaltos a las fortificadas líneas de la República, los otomanos abandonaron su asedio y la batalla terminó en un punto muerto, que se reflejó en un tratado de paz que en algunos aspectos favorecía a los otomanos y en otros a la República.

## La batalla
El sultán otomano, que dirigió en persona el ejército que sitió en vano la plaza, llegó a ella a comienzos de septiembre de 1621. A mediados de agosto, mientras los polaco-lituanos negociaban con los cosacos para recuperar su apoyo, Osman alcanzó Akkerman; los cosacos, por su parte, corrieron Moldavia. Las huestes polaco-lituanas de Chodkiewicz cruzaron el Dniéster y se encastillaron en Jotín el 20 de agosto. Tras un cambio de hetman, cuarenta mil cosacos acudieron a la plaza a auxiliar a los treinta y cinco mil polaco-lituanos de Chodkiewicz. La victoria polaco-lituana se debió en parte a la ayuda que las fuerzas de Chodkiewicz recibieron de los cosacos de Petró Konashévych-Sahaidachny (en), que acudieron para participar en la defensa de la plaza cercada. Los otomanos contaban con ciento cincuenta mil soldados del ejército del sultán y varios miles de tártaros, que trataron de tomar Jotín durante seis semanas de combates.
Incapaz de tomar esta, el ejército otomano se retiró primero a Adrianópolis y luego a Constantinopla. Pese a ello, los polaco-lituanos accedieron a devolver la ciudad de Jotín a Moldavia, a la que había pertenecido hasta 1612, cuando un príncipe moldavo se la había cedido. Los enconados combates en torno a la ciudad habían agotado a ambos ejércitos enfrentados, por lo que los dos bandos se avinieron pronto a negociar. El tratado de paz, en el que las partes se comprometieron en vano a acabar con las correrías de cosacos y tártaros, se firmó el 9 de octubre de 1621.